# Distretto di Njasviž
Il distretto di Njasviž (in bielorusso Нясвіжскі раён?) è un distretto (raën) della Bielorussia appartenente alla regione di Minsk.